# St. Franz Xaver (Garsdorf)

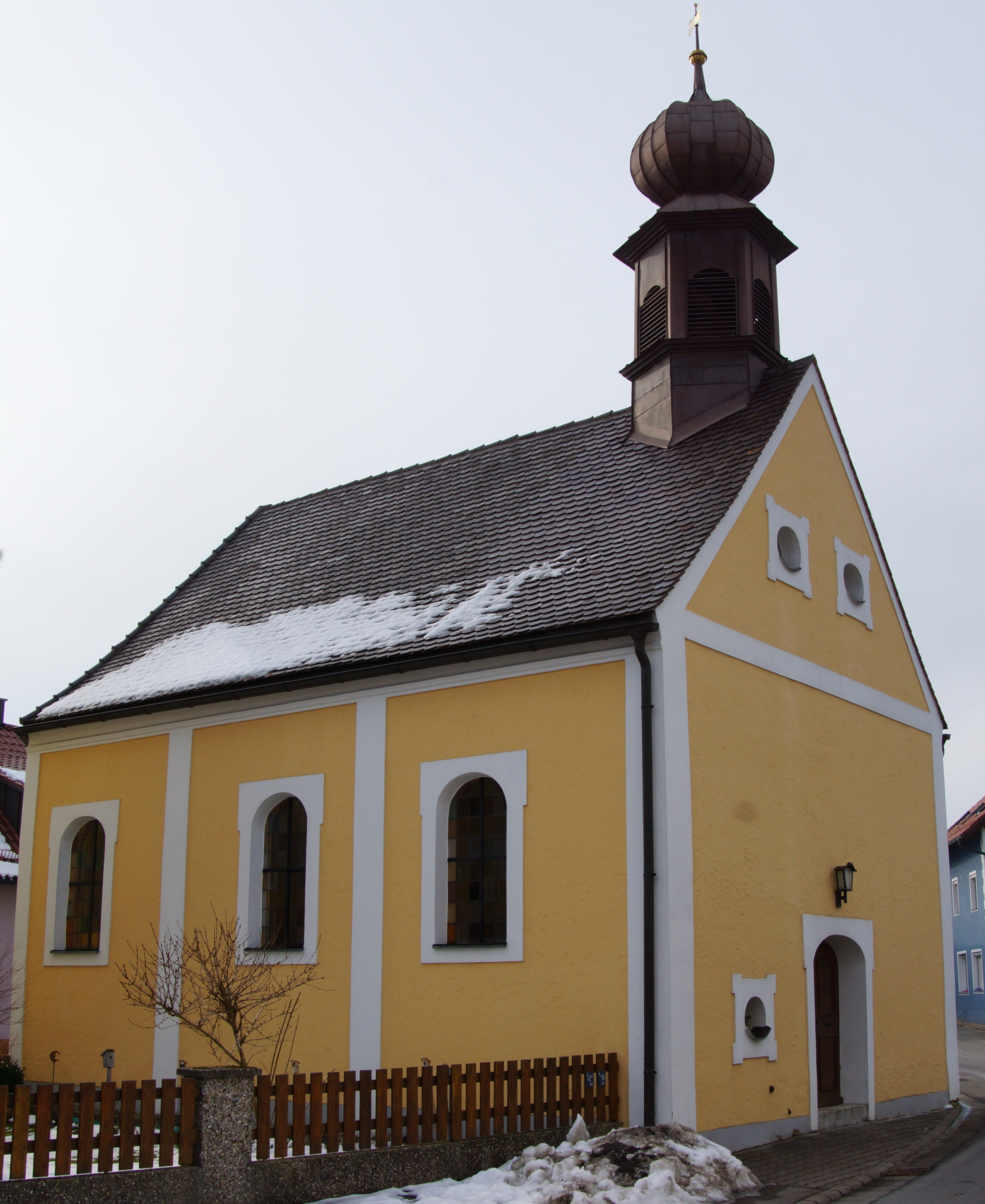
Filialkirche St. Franz Xaver in Garsdorf (Ursensollen)

Die denkmalgeschützte römisch-katholische Filialkirche St. Franz Xaverius liegt im Gemeindeteil Garsdorf von Ursensollen. Das Patrozinium des dem Heiligen Franz Xaver geweihten Kirche wird am 3. Dezember gefeiert. Die Kirche gehört zur Pfarreiengemeinschaft Hausen (Sankt Georg) und Hohenkemnath (Mariä Himmelfahrt) im Bistum Regensburg.

## Geschichte
Die Kirche wurde um 1730 erbaut. Da sich der Ort Garsdorf ab 1710 im Besitz des Jesuitenkollegs von Amberg befindet, ist davon auszugehen, dass die Kirche von den Jesuiten erbaut wurde. Durch einen Blitzschlag wurde die Kirche 1841 teilweise zerstört und bis 1850 wieder aufgebaut.

## Baulichkeit
Die Garsdorfer Kirche ist ein dreiseitig geschlossener Massivbau mit einem Satteldach; sie ist mit einer einfachen Putzgliederung gestaltet. Die Saalkirche besitzt einen Zwiebeldachreiter. Die Kirche wurde 1990/1991 in Eigenregie der Bürger restauriert, dabei wurden die übertünchten originalen Wandbilder wieder freigelegt.

## Ausstattung
Das Altarbild zeigt den sterbenden Franz Xaver auf Insel Shangchuan Dao vor China. 1770 wurde die Kirche mit einem Kreuzweg ausgestattet; 1910 wurde dieser gegen einen neuen, gefertigt von der Firma Eugen Starr in München, ausgetauscht; ebenso 1967. 1796 ließ die Kirchengemeinde von Garsdorf wegen einer grassierenden Rinderkrankheit ein doppelseitiges Votivbild in der Kirche aufhängen. 

## Glocken
1856 wurde die 22 Pfund schwere Glocke, die zersprungen war, umgegossen und auf 62 Pfund vergrößert. 1909 erhielt die Kirche zwei Glocken, gespendet von den Garsdorfer Bürgern. Im Zweiten Weltkrieg wurde eine Glocke für Kriegszwecke angenommen; am 24. April 1950 wurde eine neue Glocke benediziert.